# Dubnička
Dubnička este o comună slovacă, aflată în districtul Bánovce nad Bebravou din regiunea Trenčín. Localitatea se află la altitudinea de 255 m deasupra n.m., se întinde pe o suprafață de 8,11 km2 și în 2017 număra 118 locuitori.

## Istoric
Localitatea Dubnička este atestată documentar din 1389.

## Demografie
| An:                | 1994 | 2004    | 2014    | 2024   |
| ------------------ | ---- | ------- | ------- | ------ |
| Număr de persoane: | 91   | 75      | 118     | 123    |
| Diferență:         |      | −17,58% | +57,33% | +4,23% |

| An:                | 2023 | 2024   |
| ------------------ | ---- | ------ |
| Număr de persoane: | 124  | 123    |
| Diferență:         |      | −0,80% |